# ادوین کاردونا
ادوین کاردونا (انگلیسی: Edwin Cardona؛ زادهٔ ۸ دسامبر ۱۹۹۲) بازیکن فوتبال اهل کلمبیا است.
از باشگاه‌هایی که در آن بازی کرده‌است می‌توان به سانتا فه، اتلتیکو ناسیونال، اتلتیکو جونیور، و بوکا جونیورز اشاره کرد.
وی همچنین در تیم ملی فوتبال کلمبیا بازی کرده‌است.